# Turja (Saaremaa)
Koordinaten: 58° 25′ N, 22° 56′ O
Turja ist ein Dorf (estnisch küla) auf der größten estnischen Insel Saaremaa. Es gehört zur Landgemeinde Saaremaa (bis 2017: Landgemeinde Valjala) im Kreis Saare.

## Einwohnerschaft und Lage
Der Ort wurde erstmals 1782 urkundlich erwähnt. Er hat heute 50 Einwohner (Stand 31. Dezember 2011).
Das Dorf liegt an der Südost-Küste der Insel, 26 Kilometer nordöstlich der Inselhauptstadt Kuressaare. Es beherbergt einen kleinen Fischereihafen.